# David Sigatsjov
David Sigatsjov (Russisch: Давид Сигачёв) (Moskou, 6 januari 1989) is een Russisch autocoureur.

## Carrière
Sigatsjov begon zijn autosportcarrière in het karting. In 2007 stapte hij over naar het formuleracing, waarbij hij zijn debuut maakte in de Formule Renault 2.0 NEC. Voor het team SL Formula Racing eindigde hij als 21e in het kampioenschap. Ook nam hij deel aan twee races in de Eurocup Formule Renault 2.0 voor hetzelfde team, waarvoor hij geen punten scoorde. Nadat hij het seizoen 2008 miste door problemen met zijn budget, stapte hij in 2009 over naar de Porsche Supercup, waar hij voor twee raceweekenden instapte bij tolimit Seyffarth Motorsport. Daarnaast nam hij voor dat team ook deel aan de Duitse Porsche Carrera Cup in 2009 en 2010, waar hij respectievelijk als dertiende en veertiende in het kampioenschap eindigde. Ook reed hij in 2010 en 2011 voor dat team in de ADAC GT Masters, maar aangezien hij een gastrijder was, kon hij geen punten scoren.
In 2011 maakte Sigatsjov ook zijn debuut in het World Touring Car Championship. In het raceweekend op het Circuit Ricardo Tormo Valencia stapte hij in een BMW 320 TC voor het DeTeam KK Motorsport. Hij eindigde de races als achttiende en dertiende, waarmee hij geen punten wist te scoren.